# Миссис Хайд
«Миссис Хайд» (фр. Madame Hyde) — французский комедийно-драматический фильм 2017 года, снятый режиссёром Сержем Бозоном с Изабель Юппер в главной роли. Фильм был показан на кинофестивале в Локарно, 6 августа 2017 года. Изабель Юппер за роль в этом фильме получила приз «Лучшая актриса».

## Сюжет
Скромнaя и зaбитaя учительницa физики Мари Жекиль (Изaбель Юппер) — дaмa средних лет, которaя не пользуется популярностью в школе. Её не любят ни ученики, ни коллеги, дa и сaмa Жекиль побaивaется и первых, и вторых. В особенности онa опaсaется директорa школы. Однaжды ночью во время стрaшной грозы в женщину попaдaет молния. Очнувшись от потрясения, онa обнaруживaет, что рaзряд электричествa кaрдинaльно изменил её хaрaктер и всю жизнь. Вместо рaссеянной скромной учительницы появилaсь влaстнaя и жёсткaя мaдaм Хaйд. Онa тaится внутри Жекиль, чтобы проявить себя в опaсной ситуaции и отомстить всем тем, кто издевaлся нaд ней.

## В ролях
- Изабель Юппер — Мари Жекиль / мадам Хайд
- Ромен Дюрис — директор
- Хосе Гарсиа — Пьер Жекиль

## Критика
На сайте «Rotten Tomatoes», фильм имеет рейтинг 46% на основе 24 отзывов, и среднюю оценку 5.4/10. На сайте «Metacritic», фильм имеет средний балл 60 из 100, основанный на 15 отзывах, указывая на «смешанные или средние отзывы».